# 和羅王
和羅王（わらおう、? - 紀元前369年）は、箕子朝鮮の第33代の王（在位：紀元前385年 - 紀元前369年）。和羅王は諡で、諱は謂。王位は説文王（賀）が継承。